# Павел Дочев
Павел Дочев (болг. Павел Дочев, нар. 28 вересня 1965, Софія) — болгарський футболіст, що грав на позиції захисника зокрема за національну збірну Болгарії.. По завершенні ігрової кар'єри — тренер. З 2021 року очолює тренерський штаб команди німецького «Дуйсбурга».

## Клубна кар'єра
У дорослому футболі дебютував 1984 року виступами за команду «Локомотив» (Софія), в якій провів сім сезонів, взявши участь у 168 матчах чемпіонату.  Більшість часу, проведеного у складі софійського «Локомотива», був основним гравцем команди.
У сезоні 1991/92 захищав кольори клубу ЦСКА (Софія), з яким того року виграв першість Болгарії.
1992 року був запрошений до лав «Гамбурга», в якому утім гравцем основного складу не став і за рік повернувся до ЦСКА.
Провівши ще один сезон у складі софійських армійців, 1994 року знову попрямував до Німеччини, цього разу до третьолігового «Гольштайна». За рік змінив клуб на «Падерборн 07», ще одного представника третього німецького дивізіону, кольори якого і захищав до завершення кар'єри у 2002 році.

## Виступи за збірні
1985 року грав у складі юнацької збірної Болгарії (U-20).
1987 року дебютував в офіційних матчах у складі національної збірної Болгарії. Загалом протягом кар'єри у національній команді, яка тривала 8 років, провів у її формі 24 матчі.

## Кар'єра тренера
Розпочав тренерську кар'єру невдовзі по завершенні кар'єри гравця, 2003 року, очоливши тренерський штаб свого останнього клубу «Падерборн 07», де працював до 2005 року.
У подальшому працював із низкою інших команд, що здебільшого представляли нижчі дивізіоні першості Німеччини, а 2010 року деякий час працював на батьківщині як головний тренер ЦСКА (Софія).
2021 року очолив тренерський штаб «Дуйсбурга».

## Титули і досягнення
- Чемпіон Болгарії (1):

ЦСКА (Софія): 1991-1992